# Pleurodonte baie
Pleurodonte guadeloupensis
Espèce
Statut de conservation UICN

 NE  : Non évalué
Le Pleurodonte baie, Pleurodonte guadeloupensis, est une espèce de gastéropodes pulmonés tropicaux de la famille des Pleurodontidae, endémique des Petites Antilles.

## Description
Le Pleurodonte baie est un escargot à coquille suborbiculaire, de quatre tours et demi, à spire courte, convexe, au sommet très obtus, et à circonférence convexe. La coquille présente des stries d’accroissement ainsi que de fines granulations saillantes irrégulièrement dispersées. Le dernier tour s’infléchit au niveau de l’ouverture. Cette dernière est horizontale en vue aperturale, et subovale en vue inférieure. Le péristome porte deux dents sur le segment labial et palatin inférieur, la dent la plus proche de l’ombilic étant la plus petite. L'écartement entre ces deux dents est variable selon les sous-espèces. Aucun sillon ne marque l'emplacement des dents sur la face inférieure.
C'est un escargot de petite taille dans la famille des Pleurodontidae, avec un diamètre de coquille comprise entre 11 et 19 mm pour épaisseur de 7 à 12 mm,,.
La coquille de la plupart des spécimens est brun sombre. Cette teinte est toutefois variable selon les variétés, jusqu'à être blanc crème pour certains des spécimens de Martinique. Cette coquille peut être finement veloutée du vivant de l'animal.
|  |
|  |

Différentes variétés de Pleurodonte baie ont été décrites. La variété martiniquaise se distingue par une grande taille et une coquille claire, châtain et une coloration rosée du péristome. Une autre variété, nommée Pleurodonte labeo, présente un péristome blanc et un callus se développant en lame sur le bord palatin supérieur de l'ouverture. Elle est également présente en Martinique et a récemment été considérée comme une variation de la première forme. Une sous-espèce propre à la Dominique, P. g. dominicana, se caractérise sur la base d'un plus grand espacement des dents, d'une couleur roux à brun cannelle et d'un péristome blanc à brun. La forme rencontrée en Guadeloupe, P. g. guadeloupensis, se distingue par un moindre espacement des dents, une plus petite taille de la coquille est un péristome blanc pur,.
La population de Saint-Christophe a également été jugée relevant d'une variété propre, non encore nommée.

## Distribution
L'espèce est présente sur les îles suivantes :
- Martinique[1] ;
- Dominique[6] ;
- Marie-Galante[11],[12] ;
- Guadeloupe (Basse-Terre et Grande-Terre)[11],[12] ;
- Saint-Christophe[10] ;
- Saint-Martin[13].

Le Pleurodonte baie a été anciennement mentionné à Ste Lucie et à Cayenne, mais sa présence dans ces deux localités n'a pas été confirmée,.

## Habitat
Le Pleurodonte baie est une espèce rencontrée à basse altitude en Guadeloupe, principalement sur la frange littorale du sud de la Basse-Terre. Son amplitude d'habitat apparaît plus grande en Martinique où l'espèce est rencontrée jusque dans la forêt hygrophile, à une altitude de 700 m. C'est un escargot commun en Dominique, qui peut se rencontrer dans des habitats perturbés et des zones agricoles.
Le Pleurodonte baie n'est connu vivant que d'une seule localité à St Christophe ainsi que sur l'île de Grande-Terre, en Guadeloupe ou, encore, à Saint-Martin. À Marie-Galante, aucun spécimen vivant n'a été recueilli lors des inventaires récents et seuls des coquilles fraiches attestent de la présence de l'espèce sur un nombre limité de stations,.

## Écologie
Le Pleurodonte baie est un escargot nocturne, herbivore et détritivore. En journée, il s'abrite sous les pierres ou les débris végétaux dans des secteurs ombragés.

## Liste des sous-espèces
Selon GBIF (19 septembre 2023) :
- Pleurodonte guadeloupensis dominicana Pilsbry & Cockerell, 1937
- Pleurodonte guadeloupensis guadeloupensis (Pilsbry, 1889)
- Pleurodonte guadeloupensis martinensis Hovestadt & Neckheim, 2020
- Pleurodonte guadeloupensis roseolabrum (M.Smith, 1911)
- Pleurodonte guadeloupensis unicolor (M.Smith, 1911)

## Systématique
Le nom valide complet (avec auteur) de ce taxon est Pleurodonte guadeloupensis (Pilsbry, 1889).
Le protonyme de ce taxon est : Helix badia guadeloupensis Pilsbry, 1889
Pleurodonte guadeloupensis a pour synonymes :
- Helix badia var. guadeloupensis Pilsbry, 1889
- Helix badia Férussac, 1832[1]
- Pleurodonte badia (Férussac, 1832)